# Luvgeschwindigkeit
Als Luvgeschwindigkeit bezeichnet man beim Segeln die Geschwindigkeit, mit der ein Boot ein Ziel, das genau entgegen der Windrichtung liegt, erreichen kann. Die erreichbare Luvgeschwindigkeit (bei gegebenem Wind) ist eine gute Kenngröße für die Kreuzeigenschaften eines Schiffes.
Anstelle des deutschen Ausdrucks findet man in vielen Publikationen die englische Abkürzung VMG für Velocity Made Good.
Da ein Segelschiff nicht direkt gegen den Wind segeln kann, muss gekreuzt werden, um ein Ziel in Windrichtung zu erreichen. Bei gegebenem Wind ist die Luvgeschwindigkeit von zwei Faktoren abhängig: Dem Kurs des Schiffes relativ zum Wind und der Geschwindigkeit auf diesem Kurs. Betrachtet wird dabei in der Regel nur die Geschwindigkeit durchs Wasser, obwohl in der Realität die Geschwindigkeit über Grund, die aufgrund von Strömungen anders sein kann als die durchs Wasser, eigentlich interessanter ist, wenn man ein bestimmtes Ziel erreichen will.

Diagramm 1: Vergleich der Luvgeschwindigkeit verschiedener Bootstypen. Die in konstanter Zeit zurückgelegte Strecke nach Luv ist beim Katamaran am größten, obwohl er die weiteste Strecke zurücklegen muss.

Die Geschwindigkeit eines Segelschiffes nimmt zu, je weiter achterlich der (scheinbare) Wind einfällt. Dies ist eine direkte Folge der physikalischen Eigenschaften eines Segelschiffes. Die erreichbare Geschwindigkeit kann für einen Schiffstyp in einem sogenannten Polardiagramm festgehalten werden. Aus dem Polardiagramm ist direkt der Amwindwinkel für optimale Höhe ersichtlich. Dieser kann von Boot zu Boot verschieden sein. Diagramm 1 zeigt drei verschiedene Schiffe, die auf ihrem jeweils optimalen Amwindkurs unterwegs sind. Boot A ist eine konventionelle Kielyacht, ihr optimaler Winkel ist typischerweise um die 45°. Boot B ist eine Jolle, sie erreicht keinen so hohen Winkel, da durch den viel kleineren Lateralplan und das fehlende Kielgewicht die Abdrift viel größer ist. Dafür segelt die Jolle deutlich schneller und kann daher eine insgesamt größere VMG erreichen. Noch extremer ist der Katamaran C, der eine noch deutlich größere Strecke zurücklegen muss, aber aufgrund seiner höheren Geschwindigkeit durchs Wasser trotzdem das Ziel als erster erreicht. Im Nachteil ist der Katamaran, falls nicht genügend Seeraum für die großzügigen Kreuzschläge zur Verfügung steht und er deshalb oft wenden muss. Besonders schlechte Kreuzeigenschaften haben die alten Rahsegler: Sie erreichten etwa 67,5° (6 Strich am wahren Wind) bei wegen ihres „kistenförmigen“ Rumpfs zusätzlich großer Abdrift.
Rechnerisch kann die aktuelle Luvgeschwindigkeit bestimmt werden als
{\displaystyle vmg=\cos(\alpha )\cdot v_{0}}  mit {\displaystyle \alpha }=Winkel zwischen Schiffskurs und wahrem Wind, {\displaystyle v_{0}}=Bootsgeschwindigkeit.
Eine Beispielyacht erreicht bei 55° am wahren Wind eine Geschwindigkeit von 4 Knoten, die Luvgeschwindigkeit beträgt dann 2,3 Knoten. Bei 60° am Wind erreicht sie 5,0 kn, die Luvgeschwindigkeit beträgt demzufolge 2,5 Knoten. Bei 65° nimmt die Geschwindigkeit durchs Wasser auf 5,2 Knoten zu, trotzdem ist die Luvgeschwindigkeit mit 2,2 Knoten wieder niedriger. Dieses Schiff fährt also optimale Höhe bei ungefähr 60° am Wind.

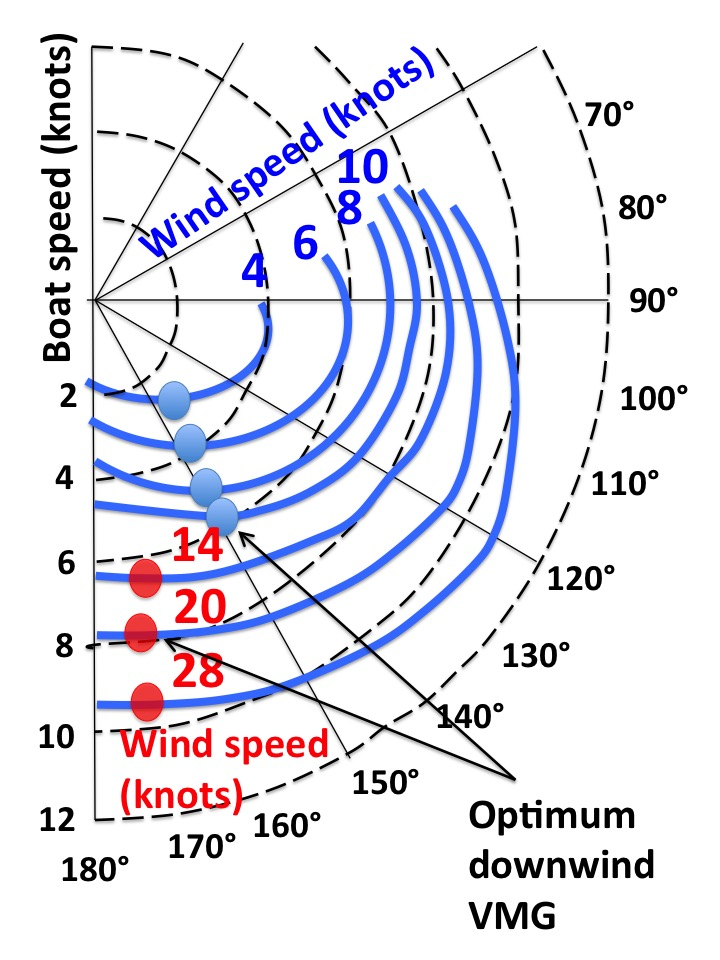
Downwind VMG einer hypothetischen Kielyacht. Die roten und blauen Punkte zeigen den optimalen Kurs bei verschiedenen Windgeschwindigkeiten. Bei einer Windgeschwindigkeit von 10 kn läuft das Schiff optimale 6 kn auf einem Kurs von 150°, bei 20 kn läuft es 8 kn, aber auf einem tieferen Kurs von 174°

Was für die Luvgeschwindigkeit gilt, gilt auch für die Leegeschwindigkeit (engl.: downwind VMG), also die erreichbare Geschwindigkeit nach Lee. Auch hier wird in Folge der Aerodynamik des Schiffes die maximale Geschwindigkeit zum Ziel nicht platt vor dem Wind (Schmetterlingssegeln) erreicht, sondern es muss auf einem Kurs etwas höher am Wind „hinuntergekreuzt“ werden. Moderne Rennyachten erreichen auf solchen Kursen Leegeschwindigkeiten, die einem Mehrfachen der Windgeschwindigkeit entsprechen (siehe Schneller als der Wind segeln).